# Кербер, Анжелика
Анжелика Кербер (нем. Angelique Kerber; род. 18 января 1988[…], Бремен) — немецкая теннисистка; бывшая первая ракетка мира в одиночном рейтинге, победительница трёх турниров Большого шлема в одиночном разряде (Открытый чемпионат Австралии — 2016, Открытый чемпионат США по теннису — 2016, Уимблдонский турнир — 2018); финалистка одного турнира Большого шлема в одиночном разряде (Уимблдон-2016); серебряный призёр Олимпийских игр 2016 года в одиночном разряде; победительница 14 турниров WTA в одиночном разряде; победительница United Cup (2024) в составе сборной Германии; финалистка Кубка Федерации (2014) в составе национальной сборной Германии.

## Общая информация
Анжелика — одна из двух дочерей в польской семье Беаты и Славомира Керберов, имеющего также и немецкие корни. Её сестру зовут Джессика.
Начала играть в теннис в три года. Параллельно она серьёзно занималась плаванием, показывала хорошие результаты на местных соревнованиях, но, в итоге, сосредоточилась на теннисе. Родители содействовали увлечению дочери, а мама до сих пор является её менеджером.
Любит играть на всех покрытиях, больше всего предпочитая траву. Любимые турниры — Индиан-Уэллс и Открытый чемпионат Австралии. Имеет свою теннисную академию. Кумиром в мире тенниса в детстве была Штеффи Граф.

## Спортивная карьера

### Начало карьеры
В 13 лет победила в чемпионате Польши среди четырнадцатилетних, пару лет спустя сначала выиграла первенство Германии среди восемнадцатилетних, через год защитила свой титул. Международная юниорская карьера прошла менее успешно: в старшей возрастной группе она смогла добиться лишь места в числе пятидесяти сильнейших теннисисток мира, а также по разу побывать в четвертьфинале турниров Большого шлема в одиночном и парном разряде (оба раза — в Австралии). Федерация уже в 2003 году дала Кербер специальное приглашение в квалификацию берлинского турнира 1-й категории, где она переиграла в своём дебютном матче в профессиональном туре француженку Марион Бартоли, бывшей тогда 61-й ракеткой мира. На следующем турнире (на 25-тысячнике цикла ITF в Лихтенштейне) Кербер впервые прошла квалификацию. В октябре она впервые сыграла в четвертьфинале — на 25-тысячнике в Порту, где проиграла Северин Бельтрам. В феврале 2004 года Кербер впервые дошла до финала на турнирах цикла ITF. Обыграв в том числе Марет Ани и Анастасию Екимову, Кербер в трёхсетовом матче уступила титул на 25-тысячнике в Варшаве Марте Домаховской. В ноябре она взяла свой первый взрослый титул, выиграв соревнования в Ополе.
В мае 2005 года она дебютировала в основных соревнованиях WTA-тура, пройдя через квалификацию совместно с Татьяной Марией в основную сетку в парном разряде турнира в Берлине. Затем Кербер дошла до финала 25-тысячника ITF в испанском Монсоне. Следующий успех пришёл в феврале следующего года — титул на 25-тысячнике в канадском Сагенее.
После небольшой паузы в выступлениях весной-летом 2006 года Кербер сначала на двух турнирах подряд дошла до полуфиналов, причём на разных покрытиях. В квалификации турнира WTA уступила Жанетте Гусаровой, но взяла у неё один из сетов «всухую». Дальше были взяты два подряд титула на 25-тысячниках — в Джерси и Глазго. В конце октября состоялся дебют в основе WTA в одиночном разряде, когда Кербер прошла через квалификацию на турнир в Хасселте, пройдя в том числе Виржини Раззано и Андрею Петкович. В первом раунде она переиграла Ромину Опранди, а затем уступила во втором раунде в Ане Иванович — 3:6, 7:6(3), 3:6. До конца года на 25-тысячниках ITF она вышла в полуфинал в Ополе и вышла в финал в Пршерове. Перед последним для себя турниром в году — в Дубае — впервые вошла в топ-200.
2007 год стал прорывом Кербер в первую сотню рейтинга WTA. В первой трети сезона она выиграла 50-тысячник ITF в Сагенее и 25-тысячник в Лас-Пальмасе, а также на двух 25-тысячниках в Палм-Дезерте и Тенерифе. В Саганее она также победила в парном разряде с Агнеш Сатмари, а в апреле в паре с Ивонн Мойсбургер выиграла 75-тысячник в Динане (Франция). В мае до Открытого чемпионата Франции Кербер выиграла 25-тысячник ITF в Анталье, а затем вышла в финал на 75-тысячнике в Монсоне. Эти результаты позволили Анжелике впервые подняться в топ-100 и на Ролан Гаррос впервые попасть в основу турнира серии Большого шлема, в качестве 93-й ракетки мира. После поражения в первом раунде от Елены Дементьевой, Кербер отправилась на 75-тысячник в Пршерове, где взяла свой очередной титул. Подготовка к Уимблдону принесла третий раунд на турнире в Бирмингеме и четвертьфинал в Хертогенбосе, на которых Кербер отметилась серией побед над игроками топ-70. В первом раунде Уимблдона она уступила Анне Чакветадзе. В июле она сыграла первые матчи за сборную Германии в Кубке Федерации, где проиграла оба своих матча против соперниц из Японии. До конца сезона она сыграла в 13 турнирах, но вылетала на них уже на ранних стадиях.
В первых четырёх турнирах 2008 года Кербер выиграла по одному матчу, в том числе и на Открытом чемпионате Австралии (первая победа в основной сетке турниров Большого шлема — обыграна Марет Ани — 0:6, 6:3, 6:2). Весной она дошла до третьего раунда турнира 1-й категории в Индиан-Уэллсе, обыграв во втором раунде 41-ю ракетка мира Ольгу Говорцову, и до второго раунда в Майами (обыграна 66-я ракетка мира Акгуль Аманмурадова). Весенний грунтовый сезон принёс 5 поражений в 5 матчах. Кербер покинула топ-100 одиночного рейтинга. В Бирмингеме второй год подряд была обыграна Ольга Пучкова, а в Хертогенбосе она выиграла три матча, включая квалификацию и также вышла во второй раунд. Так же на турнире в Хертогенбосе Кербер впервые пробилась в финал парного турнира WTA в дуэте с Лигой Декмейере, в котором они уступили паре Крайчек и Эракович. Дальнейший сезон в WTA не заладился и с сентября Кербер снова вернулась на уровень ITF, где взяла два титула — на 25-тысячнике в Мадриде и на 50-тысячнике в Сен-Рафаэле. Сезон завершился в начале второй сотни рейтинга. В ноябре она смогла выиграть парный титул на 100-тысячнике ITF в Кракове в партнёрстве с Урсулой Радваньскаой,

### 2009—2011 (первый финал WTA в одиночном разряде и полуфинал на Большом шлеме в США)

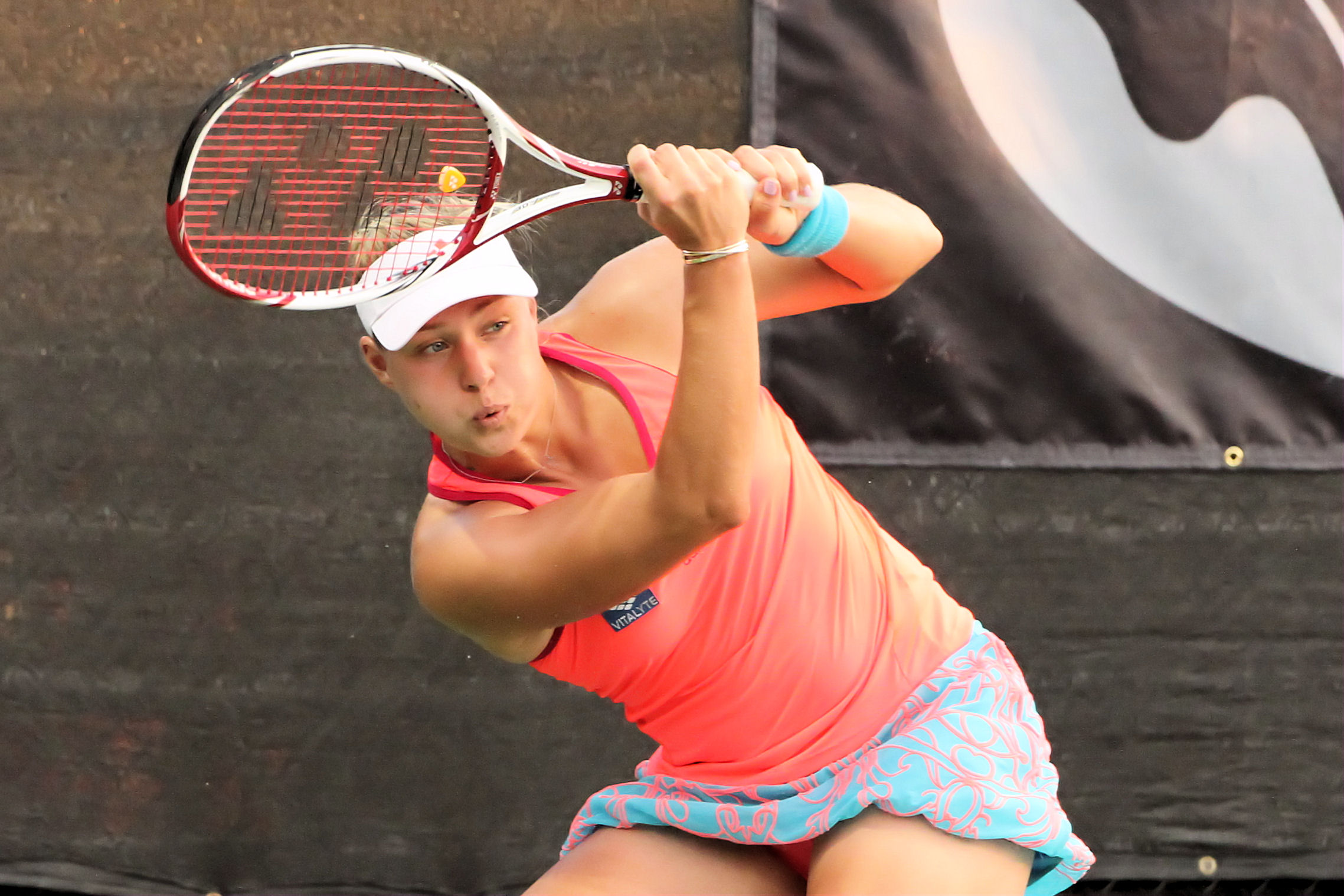
Кербер на турнире в Далласе 2011 года

Попытка в январе 2009 года вернуться на уровень WTA оказалась малопродуктивной — за исключение трёх побед в квалификации к турниру в Сиднее все турниры заканчивались в первом же матче. После вылета во втором раунде квалификации на Уимблдонский турнир Кербер сыграла на 50-тысячнике ITF в испанском Пособланко, где выиграла 5 матчей и завоевала главный приз. На Открытом чемпионате США впервые за три турнира Большого шлема Кербер прошла в основную сетку, где дошла до второго раунда. В ноябре она вернулась в первую сотню рейтинга.
На Открытый чемпионат Австралии 2010 года Кербер успешно прошла квалификацию и впервые дошла до третьего раунда турнира Большого шлема, проиграв третьему номеру посева Светлане Кузнецовой. В феврале Кербер впервые вышла в финал одиночного турнира WTA. Произошло это на турнире в Боготе, где в полуфинале она обыграла Хиселу Дулко, а в финале уступила титул Мариане Дуке Мариньо — 4:6, 3:6. В грунтовой части сезона она отметилась третьим раундом в Чарлстоне и 1/4 финала в Фесе. Второй раунд на Ролан Гаррос позволил Кербер впервые попасть в топ-60.
На Уимблдоне 2010 года Кербер прошла в третий раунд, обыграв 13-ю сеянную Шахар Пеер из Израиля. Сезон на харде начался с выхода в четвертьфинал в Копенгагене, где Кербер уступила Ли На. Большая часть летне-осенней хардовой серии была проведена мало результативно, однако в октябре на турнире в Пекине Кербер дошла до третьего раунда, пройдя Агнешку Радваньскую и Александру Дулгеру. В конце сезона она достигла полуфинала турнира в Люксембурге, победив среди прочих соперниц Даниэлу Гантухову. Сезон немецкая теннисистка завершила на 47-й строчке рейтинга.
2011 год Кербер начала на соревнованиях в Хобарте, где дошла до четвертьфинала, уступив в нём Бетани Маттек-Сандс. На пяти следующих турнирах она проигрывала в первом же раундах. В марте Анжелика дошла до финала 100-тысячника ITF в Нассау, в котором уступила Анастасии Екимовой, обыграв в предыдущих матчах Цветану Пиронкову и Ребекку Марино. Кербер играла неудачно до августа, когда на турнире в Далласе смогла, начав с квалификации, добраться до полуфинала, в котором уступила Араван Резаи.
Набрав хорошую форму, Кербер подготовилась к главному результату начального этапа своей карьеры. На Открытом чемпионате США она дошла до полуфинала, где проиграла только будущей чемпионке Саманте Стосур. Этот результат позволил немецкой теннисистке с 92-го забраться на 34-е место мирового рейтинга. Главным результатом осенней части сезона стал выход в полуфинал турнира в Осаке. В парном разряде по ходу сезона лучшими результатами Кербер стали третий раунд Уимблдона в июне в паре с Кристиной Макхейл и полуфинал в октябре в паре с Ярмилой Гайдошовой в Осаке.

### 2012—2014 (первые титулы WTA, топ-10 и полуфинал Уимблдона)

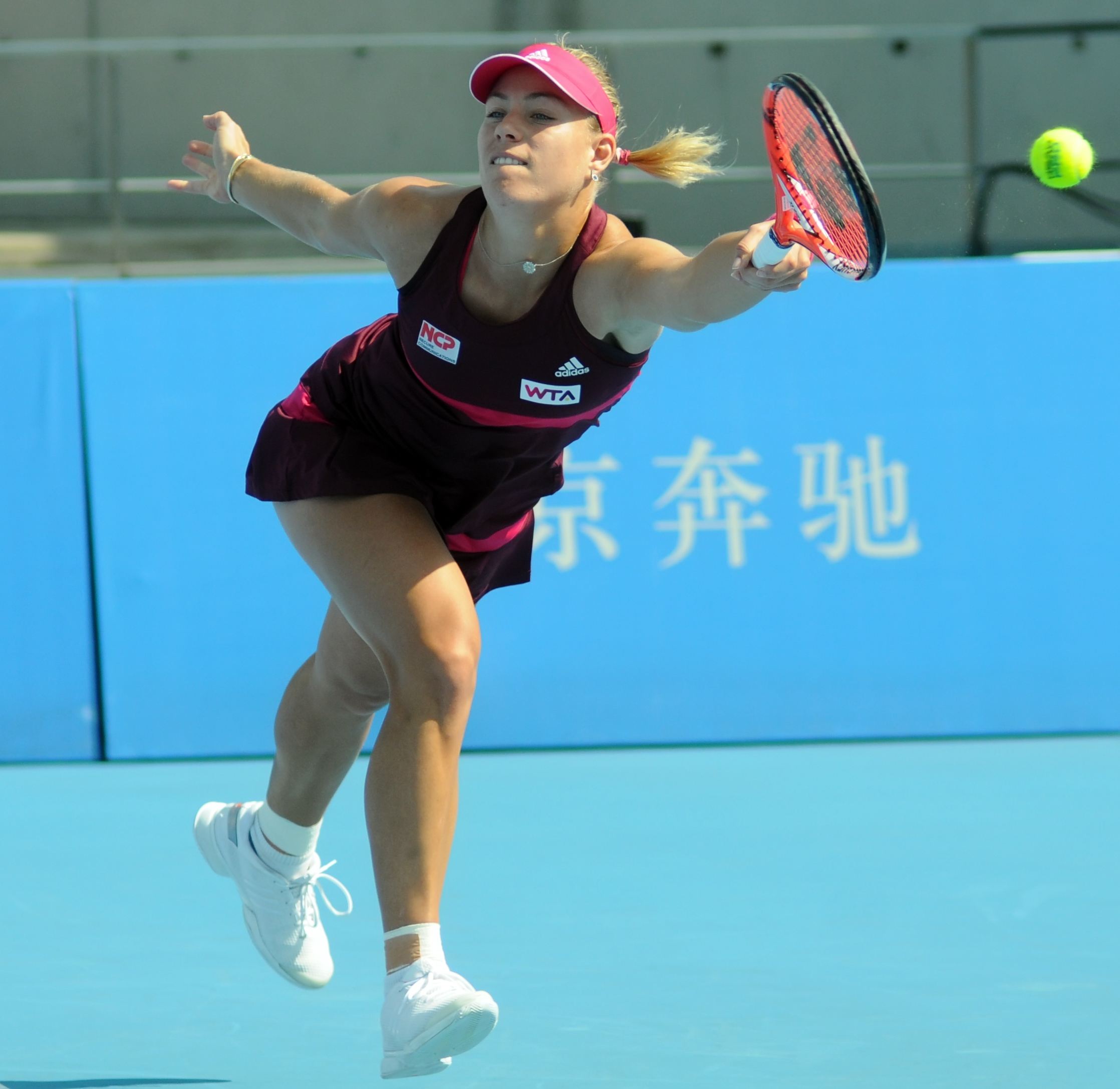
Кербер на турнире в Пекине 2014 года

Сезон 2012 года Кербер начала с турниров в Окленде и Хобарте, где дошла до двух полуфиналов. На Открытом чемпионате Австралии она добралась до третьего раунда, где уступила Марии Шараповой. Пару недель спустя Кербер взяла реванш у россиянки, выиграв её в четвертьфинале зального турнира в Париже. После этого она обыграла в полуфинале Янину Викмайер, а в финале Марион Бартоли со счётом 7:6, 5:7, 6:3. Титул в Париже стал первым в карьере Анжелики в WTA-туре, на котором она к тому же смогла одержать первые две победы над теннисистками из топ-10.
В марте на Премьер турнире высшей категории в Индиан-Уэллсе Кербер, обыграв в 1/4 финала № 8 в мире Ли На дошла до полуфинала, где уступила Виктории Азаренко. В апреле на соревновании в Копенгагене Кербер довела свою беспроигрышную серию на турнирах в зале до 10 матчей, оборвав в финале 14-матчевую серию без поражений Каролины Возняцки на домашнем турнире. Также на пути к титулу были обыграны Елена Янкович и Мона Бартель.
На грунтовой части сезона 2012 года Кербер сначала дошла до 1/4 финала турнира в Штутгарте (где вновь обыграла Возняцки) и третьего раунда в Мадриде. Затем она прошла в полуфинал турнира в Риме, обыграв Петру Квитову и в четвертьфинал на Открытом чемпионате Франции. Выступления на грунте позволили Кербер в мае впервые подняться в топ-10 мирового рейтинга. В июне на траве Кербер сначала дошла до финала турнира в Истборне, где, не реализовав несколько матчболов, уступила титул Тамире Пашек. После этого она вышла в полуфинал Уимблдона, обыграв Ким Клейстерс и Сабину Лисицки. В полуфинале она проиграла Агнешке Радваньской — 3:6, 4:6. В июле поднялась на седьмую строчку одиночного рейтинга WTA.
После Уимблдона Кербер дошла до четвертьфинала Олимпиады. В августе она достигла финала турнира серии Премьер 5 в Цинциннати, обыграв Серену Уильямс и Петру Квитову, в финале проиграв Ли На. Отрезок сезона завершился выходом в четвёртый раунд Открытого чемпионата США, где уступила итальянке Саре Эррани. В осенней части сезона Кербер вышла в полуфинал в Токио и четвертьфинал в Пекине. На первом в карьере Итоговом турнире Кербер не выиграла ни одного матча в своей группе. По итогам сезона вошла в топ-5 одиночной классификации.
На старт сезона 2013 года Кербер сыграла в четвертьфинале в Брисбене и полуфинале в Сиднее. После этого она вышла в четвёртый раунд Открытого чемпионата Австралии, уступив Екатерине Макаровой. Последующая серия турниров в Европе не принесла выигранных матчей из-за небольших проблем со спиной. В марте Кербер дошла до полуфиналов на крупном призе в Индиан-Уэллсе и финала на небольшом турнире в Монтеррее. На последующем грунтовом отрезке сначала помогла своей сборной вернуться в элитную группу Кубка Федерации, позже она сыграла в полуфинале в Штутгарте и четвертьфинале в Мадриде. В конце мая Кербер взяла паузу из-за проблем с мышцами живота. На Открытом чемпионате Франции Кербер дошла до четвёртого раунда, уступив в нём Светлане Кузнецовой. Следующие несколько месяцев она часто проигрывала на ранних стадиях, добившись лучших результатов на турнире в Вашингтоне (1/4 финала) и в Цинциннати (третий раунд).
Осенью Кербер вышла в четвёртый раунд на Открытом чемпионате США, а через несколько недель паузы дошла до финала на крупном соревновании в Токио, переиграв двух теннисисток из топ-10: Агнешку Радваньскую и Каролину Возняцки, но уступив в решающем матче Петре Квитовой. Остаток года принёс четвертьфинал на крупном турнире в Пекине и титул на турнире в Линце, позволившие Кербер второй год подряд отобраться на Итоговый турнир, где она вновь не вышла из группы, но выиграла свой первый матч на подобном соревновании (у Агнешки Радваньской).
В 2014 году Кербер провела австралийскую серию, выйдя в финал в Сиднее, четвертьфинал в Брисбене и четвёртый круг на Открытом чемпионате Австралии. В феврале Кербер дошла до финала турнира серии премьер 5 в Дохе, где в полуфинале она обыграла Елену Янкович и уступила в финале Симоне Халеп. Отрезок с февраля по май Кербер провела не лучшим образом и пять раз завершала турниры уже в первом матче. Лучшими результатами это времени были В марте она отметилась выход в четвертьфинал в Майами в марте и четвёртый круг на Ролан Гаррос в начале июня.
В июне 2014 года на турнирах на траве Кербер вышла в финал в Истборне (переиграв Каролину Возняцки, но уступив Мэдисон Киз) и в четвертьфинал на Уимблдоне (обыграв Марию Шарапову, она уступила Эжени Бушар). На харде, начав с очередного проигранного финала — на этот раз в Станфорде, Кербер затем на трёх турнирах выиграла лишь четыре матча. Осенью сыграла несколько турниров в Азии, где на каждом соревновании выигрывала по два матча, но лишь закрепилась на десятом месте в рейтинге, заранее выбыв из борьбы за место на Итоговом турнире. В Кубке Федерации сборная Германии при участии Кербер обыграла в феврале Словакию и в апреле Австралию и впервые с 1992 года вышла в финал турнира, где они уступили сборной Чехии.

### 2015—2016 (титулы Большого шлема и первая ракетка мира)

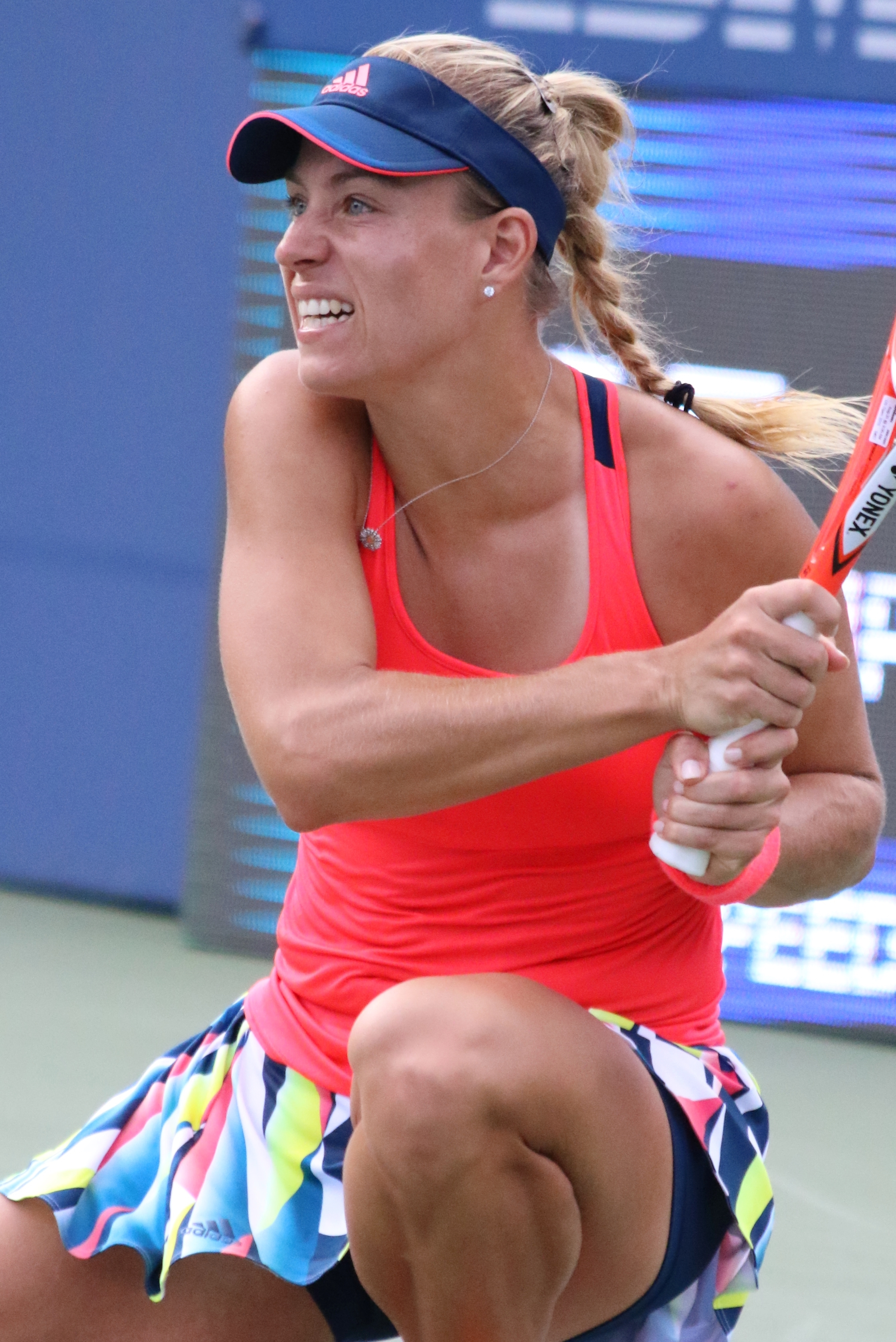
Кербер на Открытом чемпионате США 2016 года

Начав сезон-2015 с четвертьфинала и полуфинала в Брисбене и Сиднее, Кербер затем на четырёх турнирах выиграла лишь один матч и к марту занималась уже под руководством другого тренера — вернувшись к Торбену Бельцу. В феврале она покинула первую десятку женского рейтинга. Остаток хардовой серии начала года прошёл без особых успехов, а старт грунтового сезона принёс резкий всплеск — Кербер отметилась сразу двумя титулами на апрельских турнирах, причём на соревнованиях в Чарлстоне ей удалось прервать свою девятиматчевую серию из поражений в финалах турниров на открытых кортах, обыграв Мэдисон Киз. Затем она сумела выиграть титул на турнире в Штутгарте, где собралось достаточно представительная компания. Уже во втором раунде Кербер встретилась со второй ракеткой мира Марией Шараповой и обыграла её в трёх сетах. Затем она прошла № 8 в мире Екатерину Макарову и Мэдисон Бренгл из США в двух сетах. В финале она одержала третью победу на турнире над соперницей из топ-10, переиграв пятую в мире Каролину Возняцки со счётом 3:6, 6:1, 7:5. В мае она отметилась только полуфиналом в Нюрнберге, а на Ролан Гаррос она проиграла на стадии третьего раунда.
В июне 2015 года Кербер смогла выиграть первый титул на траве. Она стала чемпионкой турнира в Бирмингеме, но Уимблдон завершился для неё поражением в третьем раунде от Гарбиньи Мугурусы. В начале августа она смогла взять титул на харде в Станфорде, обыграв, как и в финале в Бирмингеме, Каролину Плишкову. Успехи на средних турнирах продолжались, а вот на соревнованиях старшей премьер-серии и турнирах Большого шлема Кербер впервые прошла в полуфинал лишь осенью — на соревновании в Ухане. Затем она вышла в 1/4 финала в Пекине; что в итоге отразилось и на графике в конце сезона, где немка, даже отыграв четыре недели подряд после Открытого чемпионата США, до последнего не была классифицирована на Итоговый приз. В Сингапур Кербер всё же отобралась, после выхода в финал небольшого турнира в Гонконге, но одной победы над Петрой Квитовой на групповой стадии не хватило для выхода в полуфинал.
Начало нового сезона 2016 года для Кербер оказалось лучшим в карьере. Сначала она дошла до финала турнира в Брисбене, в котором уступила Виктории Азаренко (также она вышла в финал в парном разряде в дуэте с Андреей Петкович). На Открытом чемпионате Австралии, уйдя в стартовом поединке с японкой Мисаки Дои от матчбола, далее Кербер прошла по турнирной сетке, в том числе взяв реванш у Азаренко. Она впервые в карьере вышла в финал турнира Большого Шлема, где 30 января одержала сенсационную победу над 6-кратной и действующей чемпионкой Открытого чемпионата Австралии, первой ракеткой мира Сереной Уильямс в трёх сетах 6:4, 3:6, 6:4. Победа Кербер стала первой в XXI веке в турнирах Большого шлема для представительницы Германии и подняла её на второе место в рейтинге WTA.
| Стадия  | Соперница (посев)      | Рейтинг | Счёт              |
| 1 раунд | Мисаки Дои             | 54      | 6-7(4) 7-6(6) 6-3 |
| 2 раунд | Александра Дулгеру     | 69      | 6-4 7-5           |
| 3 раунд | Мэдисон Бренгл         | 40      | 6-1 6-3           |
| 4 раунд | Анника Бек             | 58      | 6-4 6-0           |
| 1/4     | Виктория Азаренко (14) | 20      | 6-3 7-5           |
| 1/2     | Йоханна Конта          | 48      | 7-5 6-3           |
| Финал   | Серена Уильямс (1)     | 1       | 6-4 3-6 6-4       |

После этой победы у Кербер произошёл небольшой спад в результатах. На турнире серии Премер 5 в Дохе, где она была посеяна под 1-м номером, во втором раунде в двух партиях уступила китайской теннисистке Чжэн Сайсай. На турнире Премьер серии высшей категории в американском Индиан-Уэллсе Кербер также покинула соревнования уже после второго раунда, проиграв в двух сетах чешке Денисе Аллертовой. На следующем супертурнире в Майами Кербер дошла до полуфинала, где уступила будущей победительнице Виктории Азаренко — 2:6, 5:7. В апреле в Чарлстоне из-за вирусной инфекции Кербер в матче 1/2 финала против американки Слоан Стивенс снялась при счёте 1:6, 0:3. Затем она помогла Германии победить румынок в борьбе за выход в мировую группу Кубка Федерации, обыграв двух соперниц в том числе Симону Халеп. На турнире серии Премьер в Штутгарте в финале 24 апреля Кербер переиграла соотечественницу Лауру Зигемунд — 6:4, 6:0. Для неё этот титул стал девятым в WTA-туре в карьере и вторым в текущем сезоне.
На старте Открытого чемпионата Франции 2016 года Кербер уступила в трёх сетах Кики Бертенс из Нидерландов. На Уимблдоне она вышла в полуфинал, где обыграла пятикратную чемпионку Винус Уильямс и впервые в карьере вышла в финал турнира. За титул, как и в Мельбурне, она сыграла с первой ракеткой мира — Сереной Уильямс и уступила в двух сетах. По итогам турнира Кербер вернулась на вторую строчку в рейтинге WTA.
| Стадия  | Соперница (посев)  | Рейтинг | Счёт       |
| 1 раунд | Лора Робсон        | WC      | 6-2 6-2    |
| 2 раунд | Варвара Лепченко   | 69      | 6-1 6-4    |
| 3 раунд | Карина Виттхёфт    | 97      | 7-6 6-1    |
| 4 раунд | Мисаки Дои         | 38      | 6-3 6-1    |
| 1/4     | Симона Халеп (5)   | 6       | 7-5 7-6(2) |
| 1/2     | Винус Уильямс (8)  | 11      | 6-4 6-4    |
| Финал   | Серена Уильямс (1) | 1       | 5-7 3-6    |

В конце июля 2016 года Кербер дошла до полуфинала турнира Премьер 5 в Монреале. После этого она отправилась на Олимпийские игры, которые проходили в Рио-де-Жанейро. Кербер смогла дойти до финала, где в матче за золото была фавориткой, но в итоге уступила пуэрториканке Монике Пуиг.
| Стадия  | Соперница (посев)    | Рейтинг | Счёт        |
| 1 раунд | Мариана Дуке-Мариньо | 79      | 6-3 7-5     |
| 2 раунд | Эжени Бушар          | 46      | 6-4 6-2     |
| 3 раунд | Саманта Стосур (13)  | 14      | 6-0 7-5     |
| 1/4     | Йоханна Конта (10)   | 18      | 6-1 6-2     |
| 1/2     | Мэдисон Киз '(7)     | 16      | 6-3 7-5     |
| Финал   | Моника Пуиг          | 49      | 4-6 6-4 1-6 |

Победа на турнире в Цинциннати гарантировала бы Кербер первое место в рейтинге. Немка, дошла до финала, где проиграла чешке Каролине Плишковой. На Открытом чемпионате США в полуфинале в двух сетах обыграла Каролину Возняцки и вышла в третий в карьере и в сезоне финал турниров Большого Шлема, где взяла реванш у чешки Каролины Плишковой. После второго Большого шлема в сезоне с 12 сентября 2016 Анжелика Кербер впервые стала первой ракеткой мира. Она стала самой возрастной теннисисткой, из тех, что впервые поднялись на первую строчку рейтинга.
| Стадия  | Соперница (посев)      | Рейтинг | Счёт        |
| 1 раунд | Полона Херцог          | 91      | 6-0 1-0 Rt  |
| 2 раунд | Мирьяна Лучич-Барони   | 59      | 6-4 7-6 (7) |
| 3 раунд | Кэтрин Беллис (Q)      |         | 6-1 6-1     |
| 4 раунд | Петра Квитова (14)     | 13      | 6-3 7-5     |
| 1/4     | Роберта Винчи (7)      | 8       | 7-5 6-0     |
| 1/2     | Каролина Возняцки      | 58      | 6-4 6-3     |
| Финал   | Каролина Плишкова (10) | 17      | 6-3 4-6 6-4 |

Между успехом в Нью-Йорке и Итоговым турниром 2016 года она сыграла на трёх турнирах, где выбывала в третьем раунде и 1/4 финала. На Итоговом турнире в конце октября Керебер в статусе первой ракетки мира впервые смогла выйти из группы, выиграв все три матча. Потом в полуфинале она разгромила Агнешку Радваньскую (6:2, 6:1), но в финале неожиданно не смогла обыграть Доминику Цибулкову (3:6, 4:6). По итогам сезона Анжелика смогла сохранить звание первой ракетки мира. По версии WTA она стала самой популярной теннисисткой мира в 2016 году, а также стала спортсменкой года в Германии.

### 2017—2018 (вылет из топ-20, победа на Уимблдоне и второе место в рейтинге)

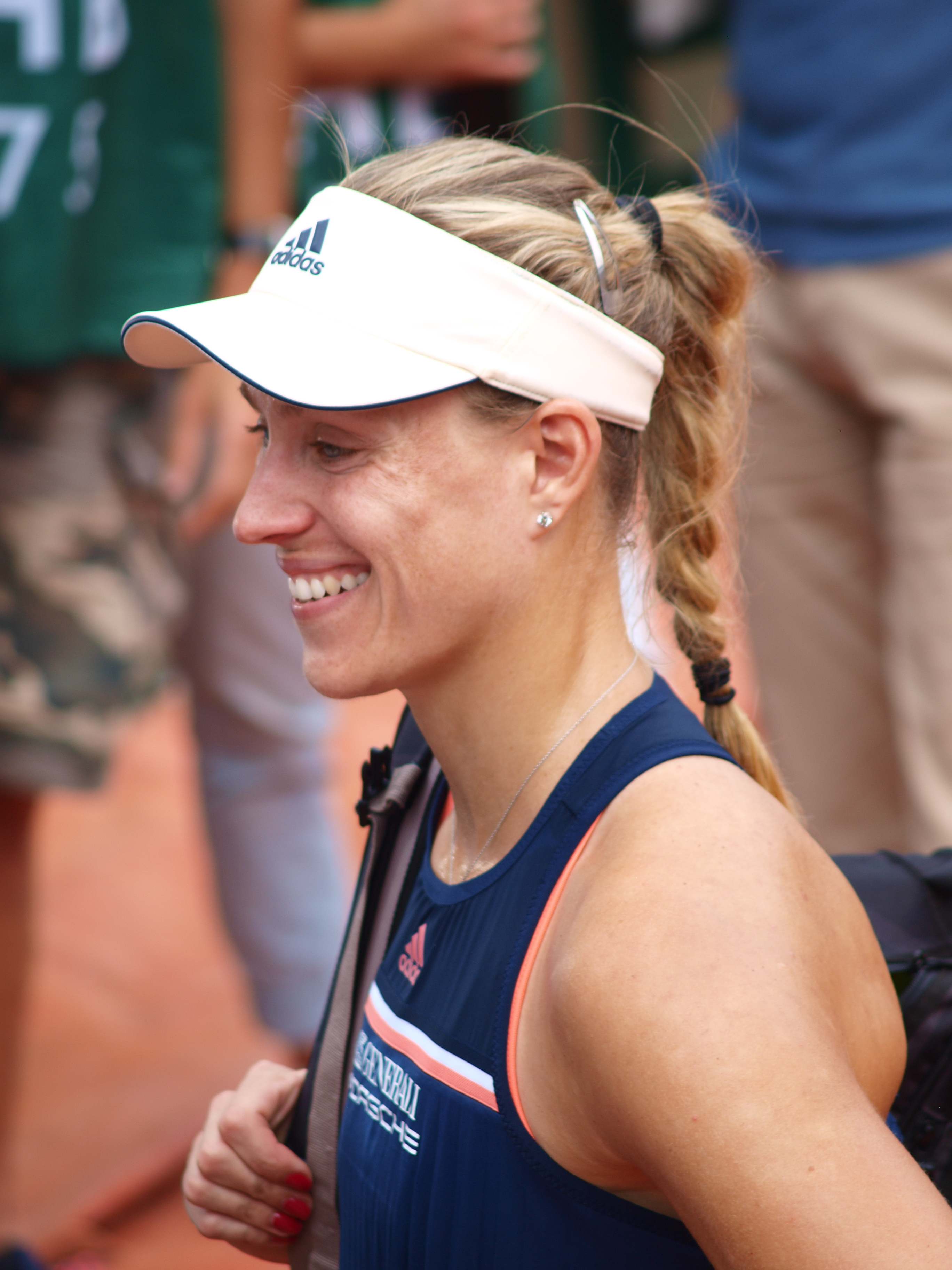
Кербер на Ролан Гаррос 2018 года

После грандиозного предыдущего сезона в игре Кербер в 2017 году последовал спад. Начала она выступления с турнира в Брисбене, где вышла в 1/4 финала и проиграла Элине Свитолиной. В Сиднее Дарья Касаткина победила первую ракетку мира Кербер уже во втором раунде. На Открытом чемпионате Австралии Кербер дошла до четвёртого раунда, где проиграла Коко Вандевеге (2:6, 3:6), неожиданно дошедшей позднее до полуфинала. Кербер опустилась на второе место в рейтинге WTA после 20 недель на вершине, уступив первое Серене Уильямс, победительнице турнира. В феврале в Дохе Кербер вновь проиграла Касаткиной во втором раунде. В Дубае она вышла в 1/2 финала. На мартовских крупных турнирах в Индиан-Уэллсе и Майами она добралась до четвёртого раунда и 1/4 финала соответственно. За весь сезон Кербер смогла выйти только в один финал в апреле на небольшом турнире в Монтеррее, в котором проиграла Анастасии Павлюченковой — 4:6, 6:2, 1:6.
На грунтовом отрезке сезона 2017 года Кербер не смогла пройти на турнирах дальше третьего раунда, а на Ролан Гаррос выбыла в первом. В июне на траве в Истборне доиграла до четвертьфинала, а на Уимблдоне до четвёртого раунда. Несмотря на невысокие результаты Кербер провела в первой части сезона 14 недель в звании первой ракетки мира и уступила его Каролине Плишковой после Уимблдона. После поражения в первом раунде Открытого чемпионата США от Наоми Осака Кербер потеряла много рейтинговых очков за прошлогодний титул и опустилась с 6-го на 14-е место. Первым турниром после этого поражения стало выступление в Токио, где Кербер доиграла до полуфинала. До конца сезона она на четырёх турнирах, включая Трофей элиты WTA смогла выиграть только один матч. Кербер не смогла показать высоких результатов и вылетела из первой двадцатки по итогам сезона.
После провального года Кербер приняла решение расстаться с тренером Торбеном Бельтцем; её стал тренировать Вим Фиссетт, известный по работе с Ким Клейстерс, Викторией Азаренко, Симоной Халеп и Йоханной Контой. Эта замена дала результат. Кербер начала 2018 год с участия на неофициальном командном турнире Кубок Хопмана, где в партнёрстве с Александром Зверевым довела команду Германии до финала, в котором они проиграли Швейцарии с Бенчич и Федерером. Затем она смогла выиграть титул на турнире в Сиднее, победив в финале Эшли Барти из Австралии — 6:4, 6:4. На Открытом чемпионате Австралии она дошла до полуфинала, обыграв Анну-Лену Фридзам, Донну Векич, Марию Шарапову, Се Шувэй и Мэдисон Киз. В борьбе за выход в финал Кербер уступила первой ракетке мира Симоне Халеп из Румынии в драматичном матче, который завершился со счётом 3:6, 6:4, 7:9. После выступления на кортах в Мельбурне немецкая теннисистка вернула себе место в топ-10 рейтинга.
В феврале Кербер сначала вышла в четвертьфинал турнира в Дохе, а потом на турнире в Дубае в 1/4 финала обыграла Каролину Плишкову и сыграла в полуфинале, где уступила Элине Свитолиной. На мартовских турнирах в Индиан-Уэллсе и Майами она доиграла до стадии 1/4 финала. В грунтовой части сезона Кербер смогла выйти в четвертьфинал турнира серии Премьер 5 в Риме, а на Ролан Гаррос во второй раз в карьере также достигла этой стадии. Перед Уимблдоном она выступила на турнире в Истборне и вышла там в полуфинал. На самом Уимблдонском турнире Кербер смогла превосходно выступить и завоевать третий титул Большого шлема в карьере. Она стала первой чемпионкой Уимблдона из Германии в женском одиночном разряде с 1996 года, когда в седьмой раз этот турнир выиграла её кумир детства Штеффи Граф. Победа позволила Кербер подняться на 4-ю строчку мирового рейтинга и оказаться в одном титуле от выигрыша всех четырёх турниров Большого шлема в карьере (она не побеждала только на Ролан Гаррос). В финале Уимблдона она обыграла Серену Уильямс в двух сетах, с которой всего встречалась на корте 9 раз и одержала 3 победы.
| Стадия  | Соперница (посев)      | Рейтинг | Счёт        |
| 1 раунд | Вера Звонарёва (Q)     | 142     | 7-5 6-3     |
| 2 раунд | Клер Лю (Q)            | 237     | 3-6 6-2 6-4 |
| 3 раунд | Наоми Осака (18)       | 18      | 6-2 6-4     |
| 4 раунд | Белинда Бенчич         | 56      | 6-3 7-6(5)  |
| 1/4     | Дарья Касаткина (14)   | 14      | 6-3 7-5     |
| 1/2     | Елена Остапенко (12)   | 12      | 6-3 6-3     |
| Финал   | Серена Уильямс (25/PR) | 181     | 6-3 6-3     |

После Уимблдона Кербер не показывала сильных результатов до конца сезона. На Открытом чемпионате США 2018 года она добралась только до третьего раунда. На Итоговом турнире она не смогла выйти из группы, выиграв только один матч у Наоми Осака. Несмотря на плохие результаты в конце сезона Кербер смогла завершить сезон на втором месте в рейтинге. Второй раз в Германии по итогам 2018 гола она была признана спортсменкой года.

### 2019—2021 (новый вылет из топ-20 и полуфинал Уимблдона)

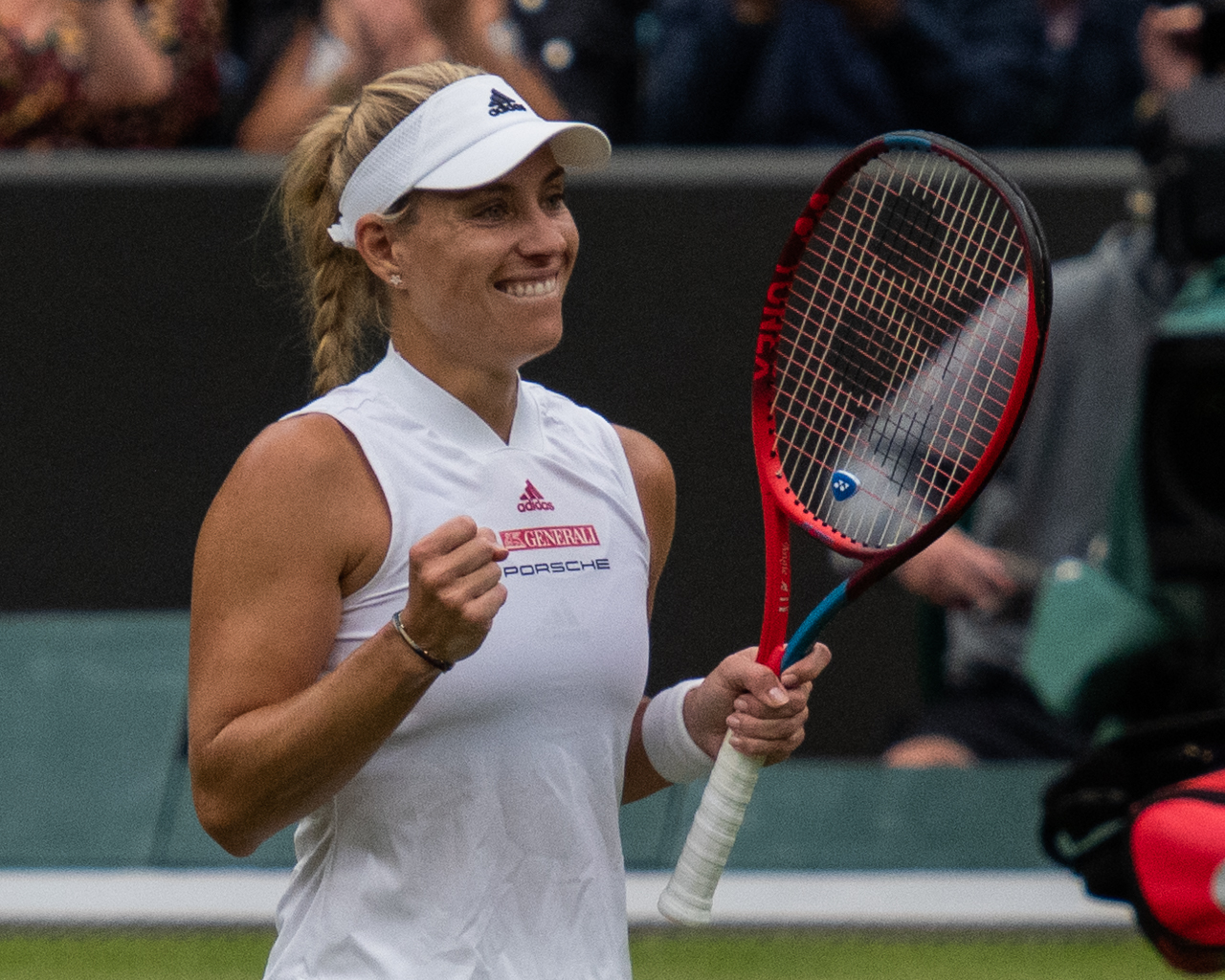
Кербер на Уимблдоне 2021 года

На старте 2019 года второй год подряд Кербер в команде Германии с Александром Зверевым дошла до финала Кубка Хопмана, где они, как и год назад, проиграли Швейцарии в составе Бенчич и Федерера. После этого она доиграла до четвертьфинала турнира в Сиднее и отправилась на Открытом чемпионате Австралии, на котором Анжелика уверено прошла три круга соревнований, а вот в четвёртом неожиданно легко уступила американской теннисистке Даниэль Коллинз, взяв всего два гейма. В феврале на турнире в Дохе она добралась до полуфинала В марте на турнире в Индиан-Уэллсе Кербер дошла до финала, обыграв в том числе Арину Соболенко, Винус Уильямс и Белинду Бенчич. В финале она проиграла открытию того турнира молодой канадке Бьянке Андрееску — 4:6, 6:3, 4:6. После этого выступления она поднялась на 4-е место рейтинга. В апреле Кербер вышла в полуфинал турнира в Монтеррее, где проиграла теннисистке из Беларуси Виктории Азаренко в трёх сетах.
Грунтовую часть сезона 2019 года она начала с 1/4 финала в Штутгарте, но после этого сыграла неудачно два турнира, проиграв сенсационно в первом раунде Ролан Гаррос молодой россиянке Анастасии Потаповой. В июне Кербер вышла в полуфинал турнира на Мальорке, а также смогла сыграть в финале в Истборне, в котором уступила Каролине Плишковой (1:6, 4:6), а до этого в 1/4 финала обыграла № 7 в мире Симону Халеп (6:4, 6:3). На Уимблдоне, где Кербер выступала в ранге действующей чемпионки, она неожиданно проиграла во втором раунде американке Лорен Дэвис. Из-за потери рейтинговых очков Анжелика опустилась на 13-е место в рейтинге. После вылета с Уимблдона она на четырёх турнирах подряд выбывала в первом же раунде, включая Открытый чемпионат США (поражение от француженки Кристины Младенович в трёх сетах). Осенью она сыграла четыре турнира и только в Осаке дошла до полуфинала, опустившись под конец сезона на 20-ю строчку женского рейтинга.
На Открытом чемпионате Австралии 2020 года Кербер дошла до четвёртого круга, где проиграла Анастасии Павлюченковой. В июле стало известно, что Анжелика возобновила сотрудничество с тренером Торбеном Бельцом. Следующий раз на официальных турнирах она сыграла уже в сентябре на Открытом чемпионате США, где также доиграла до четвёртого раунда. Последним в сезоне для неё стал Ролан Гаррос, где представительница Германии выбыла в первом же раунде и завершила сезон на 25-м месте рейтинга.
На разминочном турнире в Мельбурне перед Австралийским чемпионатом 2021 года Кербер вышла в четвертьфинал, а на главном турнире на старте сезона вылетела в первом же раунде, проиграв американке Бернарде Пера. До лета она выступал неудачно и лучшими выступлениями для неё были выходы в третий раунд в Майами и Риме. С началом травяного отрезка она смогла улучшить свою игру. В июне Кербер выиграла титул на новом турнире серии WTA 250 в Бад-Хомбурге, обыграв в решающих стадия чешских теннисисток Петру Квитову и Катерину Синякову (в финале). На Уимблдонском турнире она доиграла до полуфинала, в котором не смогла обыграть Эшли Барти. В августе на турнире в Цинциннати она сумела дойти до полуфинала, а на Открытом чемпионате США доиграла до четвёртого раунда. На турнире в Индиан-Уэллсе, который в этом сезоне был сыгран в октябре, Кербер пробилась в 1/2 финала.

## Итоговое место в рейтинге WTA по годам
| Год  | Одиночный рейтинг | Парный рейтинг |
| 2022 | 103               |                |
| 2021 | 16                | 380            |
| 2020 | 25                |                |
| 2019 | 20                |                |
| 2018 | 2                 |                |
| 2017 | 21                |                |
| 2016 | 1                 |                |
| 2015 | 10                | 407            |
| 2014 | 10                |                |
| 2013 | 9                 | 138            |
| 2012 | 5                 | 165            |
| 2011 | 32                | 156            |
| 2010 | 47                | 859            |
| 2009 | 106               | 240            |
| 2008 | 108               | 190            |
| 2007 | 84                | 205            |
| 2006 | 214               |                |
| 2005 | 261               | 429            |
| 2004 | 375               |                |
| 2003 | 433               |                |

По данным официального сайта WTA.

## Выступления на турнирах

### Финалы турниров Большого шлема в одиночном разряде (4)

#### Победы (3)
| №  | Год  | Турнир                       | Покрытие | Соперница в финале | Счёт        |
| 1. | 2016 | Открытый чемпионат Австралии | Хард     | Серена Уильямс     | 6-4 3-6 6-4 |
| 2. | 2016 | Открытый чемпионат США       | Хард     | Каролина Плишкова  | 6-3 4-6 6-4 |
| 3. | 2018 | Уимблдон                     | Трава    | Серена Уильямс     | 6-3 6-3     |

#### Поражения (1)
| №  | Год  | Турнир   | Покрытие | Соперница в финале | Счёт    |
| 1. | 2016 | Уимблдон | Трава    | Серена Уильямс     | 5-7 3-6 |

### Финалы Олимпийских турниров в одиночном разряде (1)

#### Поражения (1)
| №  | Год  | Турнир                   | Покрытие | Соперница в финале | Счёт        |
| 1. | 2016 | Рио-де-Жанейро, Бразилия | Хард     | Моника Пуиг        | 4-6 6-4 1-6 |

### Финалы Итоговых турнировWTAв одиночном разряде (1)

#### Поражения (1)
| №  | Год  | Турнир   | Покрытие   | Соперница в финале | Счёт    |
| 1. | 2016 | Сингапур | Хард (зал) | Доминика Цибулкова | 3-6 4-6 |

### Финалы турнировWTAв одиночном разряде (32)

#### Победы (14)
| Легенда: До 2009 года       | Легенда: С 2009 года                       |
| --------------------------- | ------------------------------------------ |
| Турниры Большого шлема (3)* |                                            |
| Олимпиада (0)               |                                            |
| Итоговый турнир WTA (0)     |                                            |
| 1-я категория (0)           | Premier Mandatory / WTA 1000 Mandatory (0) |
| 2-я категория (0)           | Premier 5 / WTA 1000 (0)                   |
| 3-я категория (0)           | Premier / WTA 500 (7)                      |
| 4-я категория (0)           | International / WTA 250 (4)                |
| 5-я категория (0)           | International / WTA 250 (4)                |

| Титулы по покрытиям | Титулы по месту проведения матчей турнира |
| ------------------- | ----------------------------------------- |
| Хард (7)*           | Зал (5)                                   |
| Грунт (4)           | Зал (5)                                   |
| Трава (3)           | Открытый воздух (9)                       |
| Ковёр (0)           | Открытый воздух (9)                       |

* количество побед в одиночном разряде.
| №   | Дата             | Турнир                       | Покрытие    | Соперница в финале | Счёт                 |
| 1.  | 12 февраля 2012  | Париж, Франция               | Хард (зал)  | Марион Бартоли     | 7-6(3) 5-7 6-3       |
| 2.  | 15 апреля 2012   | Копенгаген, Дания            | Хард (зал)  | Каролина Возняцки  | 6-4 6-4              |
| 3.  | 13 октября 2013  | Линц, Австрия                | Хард (зал)  | Ана Иванович       | 6-4 7-6(6)           |
| 4.  | 12 апреля 2015   | Чарлстон, США                | Грунт       | Мэдисон Киз        | 6-2 4-6 7-5          |
| 5.  | 26 апреля 2015   | Штутгарт, Германия           | Грунт (зал) | Каролина Возняцки  | 3-6 6-1 7-5          |
| 6.  | 21 июня 2015     | Бирмингем, Великобритания    | Трава       | Каролина Плишкова  | 6-7(5) 6-3 7-6(4)    |
| 7.  | 9 августа 2015   | Станфорд, США                | Хард        | Каролина Плишкова  | 6-3 5-7 6-4          |
| 8.  | 30 января 2016   | Открытый чемпионат Австралии | Хард        | Серена Уильямс     | 6-4 3-6 6-4          |
| 9.  | 24 апреля 2016   | Штутгарт, Германия (2)       | Грунт (зал) | Лаура Зигемунд     | 6-4 6-0              |
| 10. | 10 сентября 2016 | Открытый чемпионат США       | Хард        | Каролина Плишкова  | 6-3 4-6 6-4          |
| 11. | 13 января 2018   | Сидней, Австралия            | Хард        | Эшли Барти         | 6-4 6-4              |
| 12. | 14 июля 2018     | Уимблдон                     | Трава       | Серена Уильямс     | 6-3 6-3              |
| 13. | 26 июня 2021     | Бад-Хомбург, Германия        | Трава       | Катерина Синякова  | 6-3 6-2              |
| 14. | 21 мая 2022      | Страсбург, Франция           | Грунт       | Кайя Юван          | 7-6(5) 6-7(0) 7-6(5) |

#### Поражения (18)
| №   | Дата             | Турнир                      | Покрытие   | Соперница в финале     | Счёт           |
| 1.  | 21 февраля 2010  | Богота, Колумбия            | Грунт      | Мариана Дуке Мариньо   | 4-6 3-6        |
| 2.  | 23 июня 2012     | Истборн, Великобритания     | Трава      | Тамира Пашек           | 7-5 3-6 5-7    |
| 3.  | 19 августа 2012  | Цинциннати, США             | Хард       | Ли На                  | 6-1 3-6 1-6    |
| 4.  | 7 апреля 2013    | Монтеррей, Мексика          | Хард       | Анастасия Павлюченкова | 6-4 2-6 4-6    |
| 5.  | 28 сентября 2013 | Токио, Япония               | Хард       | Петра Квитова          | 2-6 6-0 3-6    |
| 6.  | 10 января 2014   | Сидней, Австралия           | Хард       | Цветана Пиронкова      | 4-6 4-6        |
| 7.  | 16 февраля 2014  | Доха, Катар                 | Хард       | Симона Халеп           | 2-6 3-6        |
| 8.  | 21 июня 2014     | Истборн, Великобритания (2) | Трава      | Мэдисон Киз            | 3-6 6-3 5-7    |
| 9.  | 3 августа 2014   | Станфорд, США               | Хард       | Серена Уильямс         | 6-7(1) 3-6     |
| 10. | 18 октября 2015  | Гонконг                     | Хард       | Елена Янкович          | 6-3 6-7(4) 1-6 |
| 11. | 9 января 2016    | Брисбен, Австралия          | Хард       | Виктория Азаренко      | 3-6 1-6        |
| 12. | 9 июля 2016      | Уимблдон                    | Трава      | Серена Уильямс         | 5-7 3-6        |
| 13. | 13 августа 2016  | Олимпиада                   | Хард       | Моника Пуиг            | 4-6 6-4 1-6    |
| 14. | 21 августа 2016  | Цинциннати, США (2)         | Хард       | Каролина Плишкова      | 3-6 1-6        |
| 15. | 30 октября 2016  | Финал тура WTA              | Хард (зал) | Доминика Цибулкова     | 3-6 4-6        |
| 16. | 9 апреля 2017    | Монтеррей, Мексика (2)      | Хард       | Анастасия Павлюченкова | 4-6 6-2 1-6    |
| 17. | 17 марта 2019    | Индиан-Уэллс, США           | Хард       | Бьянка Андрееску       | 4-6 6-3 4-6    |
| 18. | 29 июня 2019     | Истборн, Великобритания (3) | Трава      | Каролина Плишкова      | 1-6 4-6        |

### Финалы турнировITFв одиночном разряде (18)

#### Победы (11)
| Легенда:           |
| ------------------ |
| 100.000 USD (0+1)* |
| 75.000 USD (1+1)   |
| 50.000 USD (3+1)   |
| 25.000 USD (7)     |
| 10.000 USD (0)     |

| Титулы по покрытиям | Титулы по месту проведения матчей турнира |
| ------------------- | ----------------------------------------- |
| Хард (9+2)*         | Зал (6+3)                                 |
| Грунт (1)           | Зал (6+3)                                 |
| Трава (0)           | Открытый воздух (5)                       |
| Ковёр (1)           | Открытый воздух (5)                       |

* количество побед в одиночном разряде + количество побед в парном разряде.
| №   | Дата             | Турнир                               | Покрытие    | Соперница в финале      | Счёт           |
| 1.  | 28 ноября 2004   | Ополе, Польша                        | Ковёр (зал) | Елена Татаркова         | 6-2 6-2        |
| 2.  | 19 февраля 2006  | Сагеней, Канада                      | Хард (зал)  | Валери Тетро            | 5-7 7-5 7-6(6) |
| 3.  | 15 октября 2006  | Джерси, Великобритания               | Хард (зал)  | Ирэна Павлович          | 6-0 6-4        |
| 4.  | 22 октября 2006  | Глазго, Великобритания               | Хард (зал)  | Кирстен Флипкенс        | 6-4 6-2        |
| 5.  | 18 февраля 2007  | Сагеней, Канада                      | Хард (зал)  | Сабина Лисицки          | 6-3 6-4        |
| 6.  | 18 марта 2007    | Лас-Пальмас-де-Гран-Канария, Испания | Хард        | Петра Цетковская        | 6-2 1-6 6-4    |
| 7.  | 6 мая 2007       | Анталья, Турция                      | Хард        | Гаэль Видмер            | 3-6 6-4 6-1    |
| 8.  | 10 июня 2007     | Пршеров, Чехия                       | Грунт       | Клара Закопалова        | 6-3 1-6 7-5    |
| 9.  | 21 сентября 2008 | Мадрид, Испания                      | Хард        | Эстрелья Кабеса Кандела | 6-1 6-3        |
| 10. | 19 октября 2008  | Сен-Рафаэль, Франция                 | Хард        | Северин Бремон          | 6-2 6-1        |
| 11. | 29 июня 2009     | Пособланко, Испания                  | Хард (зал)  | Кристина Кучова         | 6-3 6-4        |

#### Поражения (7)
| №  | Дата            | Турнир            | Покрытие    | Соперница в финале | Счёт           |
| 1. | 15 февраля 2004 | Варшава, Польша   | Ковёр (зал) | Марта Домаховская  | 6-7(5) 6-3 3-6 |
| 2. | 14 мая 2005     | Монсон, Испания   | Хард        | Алёна Антипина     | 3-6 3-6        |
| 3. | 19 ноября 2006  | Пршеров, Чехия    | Ковёр (зал) | Энн Кеотавонг      | 4-6 5-7        |
| 4. | 4 февраля 2007  | Палм-Дезерт, США  | Хард        | Джулия Дитти       | 1-6 0-6        |
| 5. | 25 марта 2007   | Тенерифе, Испания | Хард        | Петра Цетковская   | 5-7 7-5 6-7(5) |
| 6. | 12 мая 2007     | Монсон, Испания   | Хард        | Лилия Остерло      | 3-6 6-7(4)     |
| 7. | 19 марта 2011   | Нассау, Багамы    | Хард        | Анастасия Екимова  | 3-6 2-6        |

### Финалы турнировWTAв парном разряде (2)

#### Поражения (2)
| №  | Дата          | Турнир                  | Покрытие | Партнёрша       | Соперницы в финале               | Счёт    |
| 1. | 21 июня 2008  | Хертогенбос, Нидерланды | Трава    | Лига Декмейере  | Михаэлла Крайчек Марина Эракович | 3-6 2-6 |
| 2. | 9 января 2016 | Брисбен, Австралия      | Хард     | Андреа Петкович | Саня Мирза Мартина Хингис        | 5-7 1-6 |

### Финалы турнировITFв парном разряде (5)

#### Победы (3)
| №  | Дата            | Турнир          | Покрытие    | Партнёрша          | Соперницы в финале            | Счёт           |
| 1. | 17 февраля 2007 | Сагеней, Канада | Хард (зал)  | Агнеш Сатмари      | Сабина Клашка Ангелика Рёш    | 6-1 6-4        |
| 2. | 7 апреля 2007   | Динан, Франция  | Грунт (зал) | Ивонн Мойсбургер   | Орели Веди Стефани Форетц     | 6-4 6-7(6) 6-2 |
| 3. | 9 ноября 2008   | Краков, Польша  | Хард (зал)  | Урсула Радваньская | Ольга Брозда Сандра Заневская | 6-3 6-2        |

#### Поражения (2)
| №  | Дата            | Турнир              | Покрытие | Партнёрша      | Соперницы в финале                              | Счёт       |
| 1. | 11 июля 2004    | Торунь, Польша      | Грунт    | Марта Лесняк   | Габриэла Навратилова Кира Надь                  | 4-6 6-7(2) |
| 2. | 21 августа 2005 | Коимбра, Португалия | Хард     | Татьяна Пряхин | Мария Хосе Мартинес Санчес Ана Катарина Ногейра | 4-6 6-7(1) |

### Финалы командных турниров (4)

#### Победы (1)
| №  | Год  | Турнир     | Команда                                                                        | Соперник в финале                                                               | Счёт в финале |
| 1. | 2024 | United Cup | Германия · К. Венельт, А. Зверев, Л. Зигемунд, А.Кербер, Т. Мария, М. Мартерер | Польша · Я. Зелиньский, К. Кава, Д. Михальский, К. Питер, И. Свёнтек, Х. Хуркач | 2-1           |

#### Поражения (3)
| №  | Год  | Турнир            | Команда                                            | Соперник в финале                                       | Счёт |
| 1. | 2014 | Кубок Федерации   | Германия А.Петкович, А.Кербер, С.Лисицки, Ю.Гёргес | Чехия П.Квитова, Л.Шафаржова, А.Главачкова, Л.Градецкая | 1-3  |
| 2. | 2018 | Кубок Хопмана     | Германия · А.Кербер, А.Зверев                      | Швейцария · Б.Бенчич, Р.Федерер                         | 1-2  |
| 3. | 2019 | Кубок Хопмана (2) | Германия · А.Кербер, А.Зверев                      | Швейцария · Б.Бенчич, Р.Федерер                         | 1-2  |

## История выступлений на турнирах
По состоянию на 19 декабря 2022 года
Для того, чтобы предотвратить неразбериху и удваивание счета, информация в этой таблице корректируется только по окончании участия там данного игрока.
| Турнир                       | 2007          | 2008          | 2009          | 2010          | 2011          | 2012          | 2013          | 2014          | 2015          | 2016  | 2017          | 2018          | 2019          | 2020          | 2021          | 2022          | Итог   | В/П за карьеру |
| ---------------------------- | ------------- | ------------- | ------------- | ------------- | ------------- | ------------- | ------------- | ------------- | ------------- | ----- | ------------- | ------------- | ------------- | ------------- | ------------- | ------------- | ------ | -------------- |
| Турниры Большого шлема       |               |               |               |               |               |               |               |               |               |       |               |               |               |               |               |               |        |                |
| Открытый чемпионат Австралии | К             | 2Р            | 1Р            | 3Р            | 1Р            | 3Р            | 4Р            | 4Р            | 1Р            | П     | 4Р            | 1/2           | 4Р            | 4Р            | 1Р            | 1Р            | 1 / 15 | 32-14          |
| Открытый чемпионат Франции   | 1Р            | 1Р            | К             | 2Р            | 1Р            | 1/4           | 4Р            | 4Р            | 3Р            | 1Р    | 1P            | 1/4           | 1P            | 1P            | 1P            | 3Р            | 0 / 15 | 19-15          |
| Уимблдонский турнир          | 1Р            | 1Р            | К             | 3Р            | 1Р            | 1/2           | 2Р            | 1/4           | 3Р            | Ф     | 4Р            | П             | 2Р            | НП            | 1/2           | 3Р            | 1 / 14 | 38-13          |
| Открытый чемпионат США       | 1Р            | К             | 2Р            | 1Р            | 1/2           | 4Р            | 4Р            | 3Р            | 3Р            | П     | 1Р            | 3Р            | 1Р            | 4Р            | 4Р            | -             | 1 / 14 | 31-13          |
| Итог                         | 0 / 3         | 0 / 3         | 0 / 2         | 0 / 4         | 0 / 4         | 0 / 4         | 0 / 4         | 0 / 4         | 0 / 4         | 2 / 4 | 0 / 4         | 1 / 4         | 0 / 4         | 0 / 3         | 0 / 4         | 0 / 3         | 3 / 58 |                |
| В/П в сезоне                 | 0-3           | 1-3           | 1-2           | 5-4           | 5-4           | 14-4          | 10-4          | 12-4          | 6-4           | 20-2  | 6-4           | 18-3          | 4-4           | 6-3           | 8-4           | 4-3           |        | 120-55         |
| Олимпийские игры             |               |               |               |               |               |               |               |               |               |       |               |               |               |               |               |               |        |                |
| Олимпийские игры             | НП            | -             | Не проводился | Не проводился | Не проводился | 1/4           | Не проводился | Не проводился | Не проводился | Ф     | Не проводился | Не проводился | Не проводился | Не проводился | -             | НП            | 0 / 2  | 8-2            |
| Итоговые турниры             |               |               |               |               |               |               |               |               |               |       |               |               |               |               |               |               |        |                |
| Итоговый турнир WTA          | -             | -             | -             | -             | -             | Группа        | Группа        | -             | Группа        | Ф     | -             | Группа        | -             | НП            | -             | -             | 0 / 5  | 7-10           |
| Трофей элиты                 | Не проводился | Не проводился | Не проводился | Не проводился | Не проводился | Не проводился | Не проводился | Не проводился | -             | -     | Группа        | -             | -             | Не проводился | Не проводился | Не проводился | 0 / 1  | 0-2            |

К — проигрыш в квалификационном турнире.